# Zakonnik

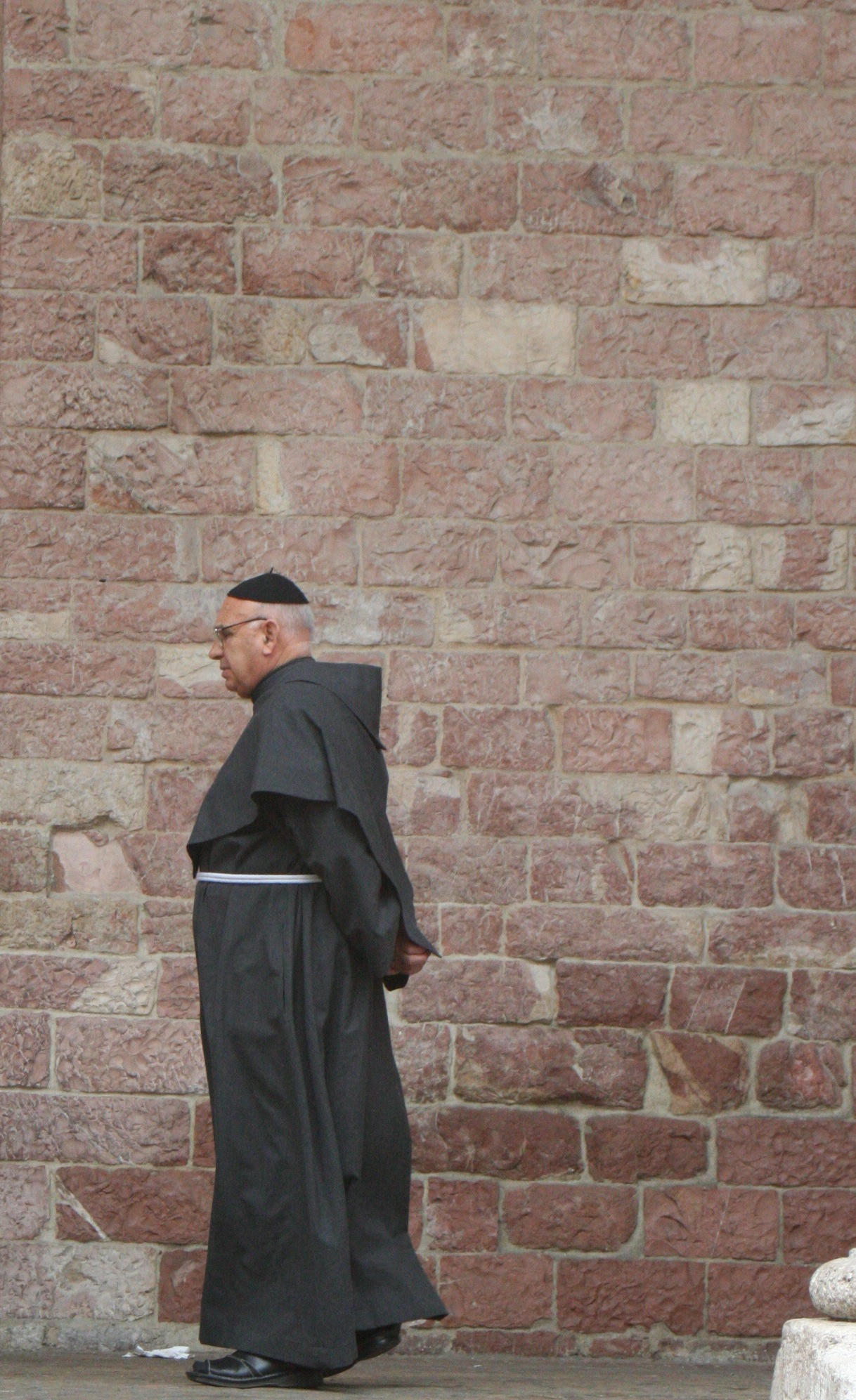
Zdjęcie przedstawiające zakonnika (franciszkana)

Zakonnik – człowiek, który wybrał życie w pewnej wspólnocie religijnej (zakonie). 
W Kościele katolickim zakonnicy najczęściej składają trzy śluby: czystości (obejmujący m.in. zobowiązanie do życia w celibacie), ubóstwa i posłuszeństwa. Zakonnicy określani są formalnie jako „osoby konsekrowane”, „prowadzący życie konsekrowane”.
Kapłana zakonnika często nazywa się ojcem (pater), a zakonników którzy nie są kapłanami nazywa się braćmi (frater).
U kapucynów słowo „brat” często stosuje się również w odniesieniu do zakonników kapłanów.